# Siege Bell War Memorial
Siege Bell War Memorial, także Siege Bell Memorial (pol. Pomnik-Dzwon Oblężenia) – pomnik w Valletcie na Malcie, upamiętniający ponad 7000 ofiar oblężenia Malty w latach 1940–1942.

## Tło historyczne
Podczas II wojny światowej Malta przeżyła drugie oblężenie. Była w tym czasie brytyjską kolonią, a Lascaris War Rooms działało jako brytyjska kwatera główna. Siły Osi próbowały przejąć wyspę i wykorzystać ją jako swoją bazę. Następnego dnia po ogłoszeniu wojny włoskie lotnictwo przypuściło bezwzględny atak na Maltę. Wyspa wkrótce stała się najbardziej bombardowanym miejscem podczas drugiej wojny światowej, co poskutkowało ponad 7000 ofiar, tak wśród żołnierzy, marynarzy, jak i osób cywilnych. W 1942 roku król Jerzy VI odznaczył Maltę Krzyżem Jerzego, by symbolicznie uhonorować bohaterstwo obrońców i mieszkańców. 

## Projekt, budowa i odsłonięcie
Idea zbudowania pomnika wyszła od George Cross Island Association, założonej w 1987 przez wciąż żyjących uczestników konwojów morskich na Maltę podczas jej oblężenia. Głównym wnioskodawcą był były ambasador Malty w Rzymie Philo Pullicino, który podnosił, że tak ważne wydarzenie, jakim było oblężenie, a potem oswobodzenie Malty, które pochłonęło tyle ofiar, powinno mieć swój pomnik.

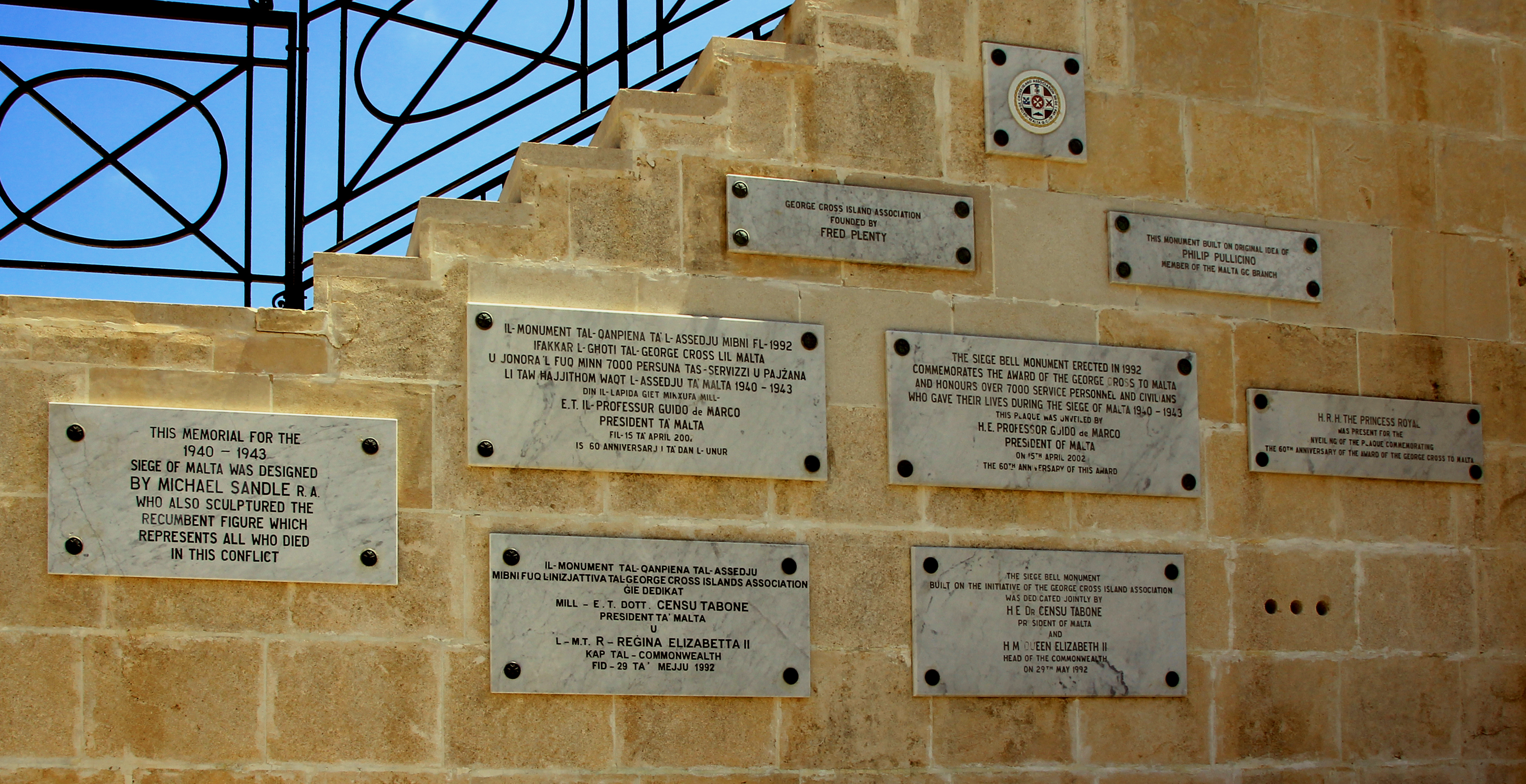
Tablice pamiątkowe

Pomnik został zaprojektowany przez Michaela Sandle, profesora rzeźby w Państwowej Akademii Sztuk Pięknych w Karlsruhe w Niemczech. Kiedy zdecydowano o budowie pomnika, ciężar organizacji spadł na barki Valletta Rehabilitation Committee z koordynatorem Rayem Bondinem. Darowizny na budowę pomnika przekazało 171 darczyńców indywidualnych oraz 66 firm. Fundusze nadeszły z również z innych źródeł, w tym z George Cross Island Memorial Siege Bell Trust oraz od rządów brytyjskiego i maltańskiego. Rząd Malty, który podarował miejsce na lokalizację pomnika, również przyjął odpowiedzialność za jego budowę oraz późniejsze utrzymanie.

Wojna, której przypomnieniem jest pomnik, dała o sobie znać zaraz po rozpoczęciu prac ziemnych. Wykonawcy, firma Vassallo Builders, odkopali niewybuch niemieckiej bomby lotniczej. 
Uroczystego odsłonięcia pomnika dokonała 29 maja 1992, w 50. rocznicę „Operacji Pedestal” znanej na Malcie jako „Santa Marija Convoy”, brytyjska królowa Elżbieta II.

## Pomnik

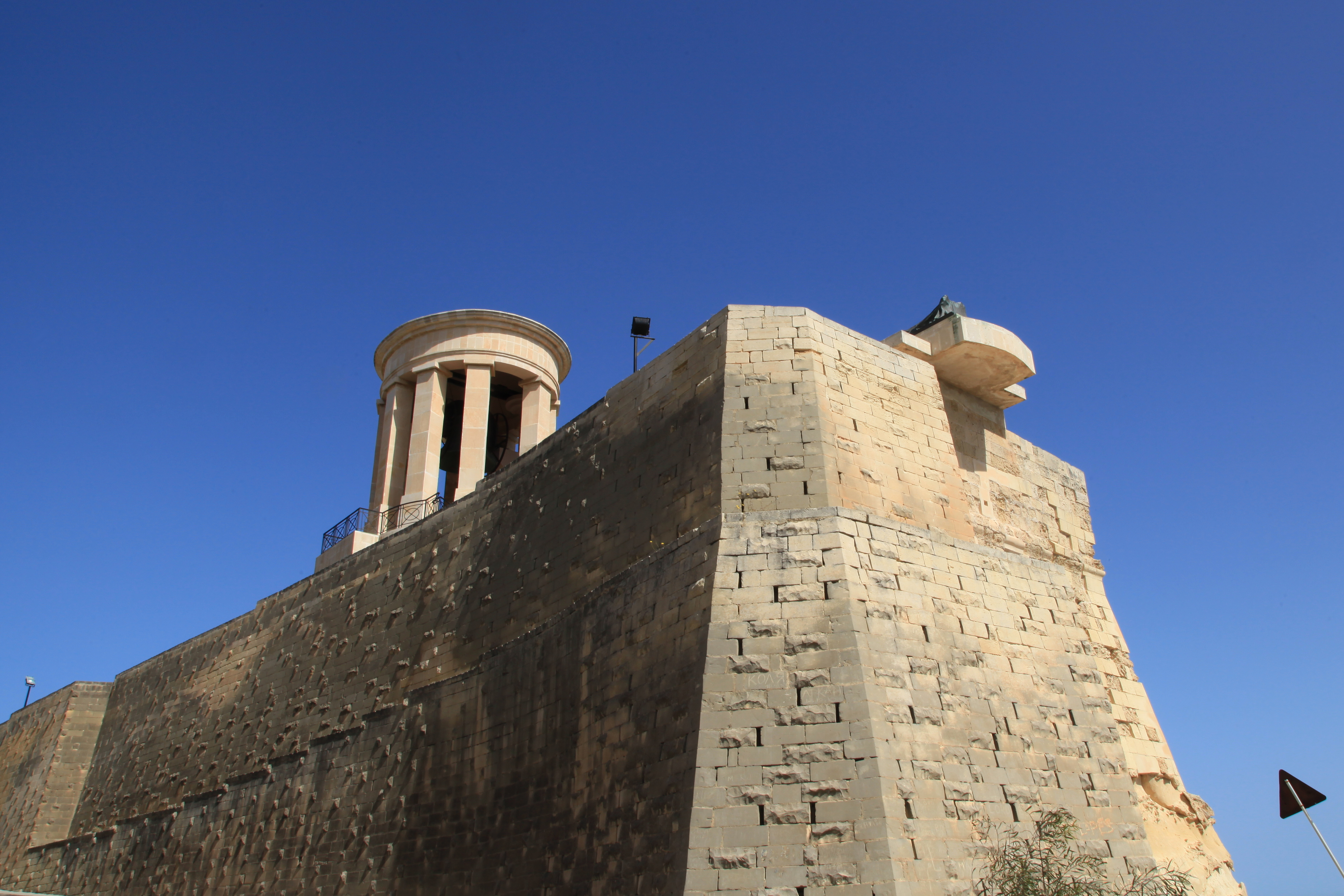
Pomnik widziany od podstawy bastionu

Pomnik w formie neoklasycznej świątyni z 11–tonowym dzwonem wewnątrz i, znajdującą się przed nią, wykonaną z brązu figurą leżącą na katafalku, góruje ponad 30 metrów nad falami. Dominuje on nad wejściem do Grand Harbour, jednego z najładniejszych naturalnych portów na świecie.

Do budowy pomnika użyte zostały trzy podstawowe rodzaje materiałów: pierwszej jakości twardy kamień, znany na Malcie jako qawwi tal-prima; powszechny na wyspie kamień franka oraz wzmocniony beton.

Pierwszy z nich wykorzystany został do budowy zewnętrznej okładziny murów, belkowania kolumn oraz dojścia do schodów. Kamień franka użyty został do wewnętrznych ścian dolnej sali, zaś beton do wewnętrznego szkieletu podtrzymującego kopułę i dzwon.

Budowa pochłonęła około 400 000 LM (ponad 690 000 funtów), obejmując jedynie koszty właściwego pomnika oraz podstawy pod katafalk, z wyłączeniem kosztów dzwonu wraz z mechanizmem, katafalku oraz prac związanych z szeroko pojętą architekturą krajobrazu.  

### Lokalizacja

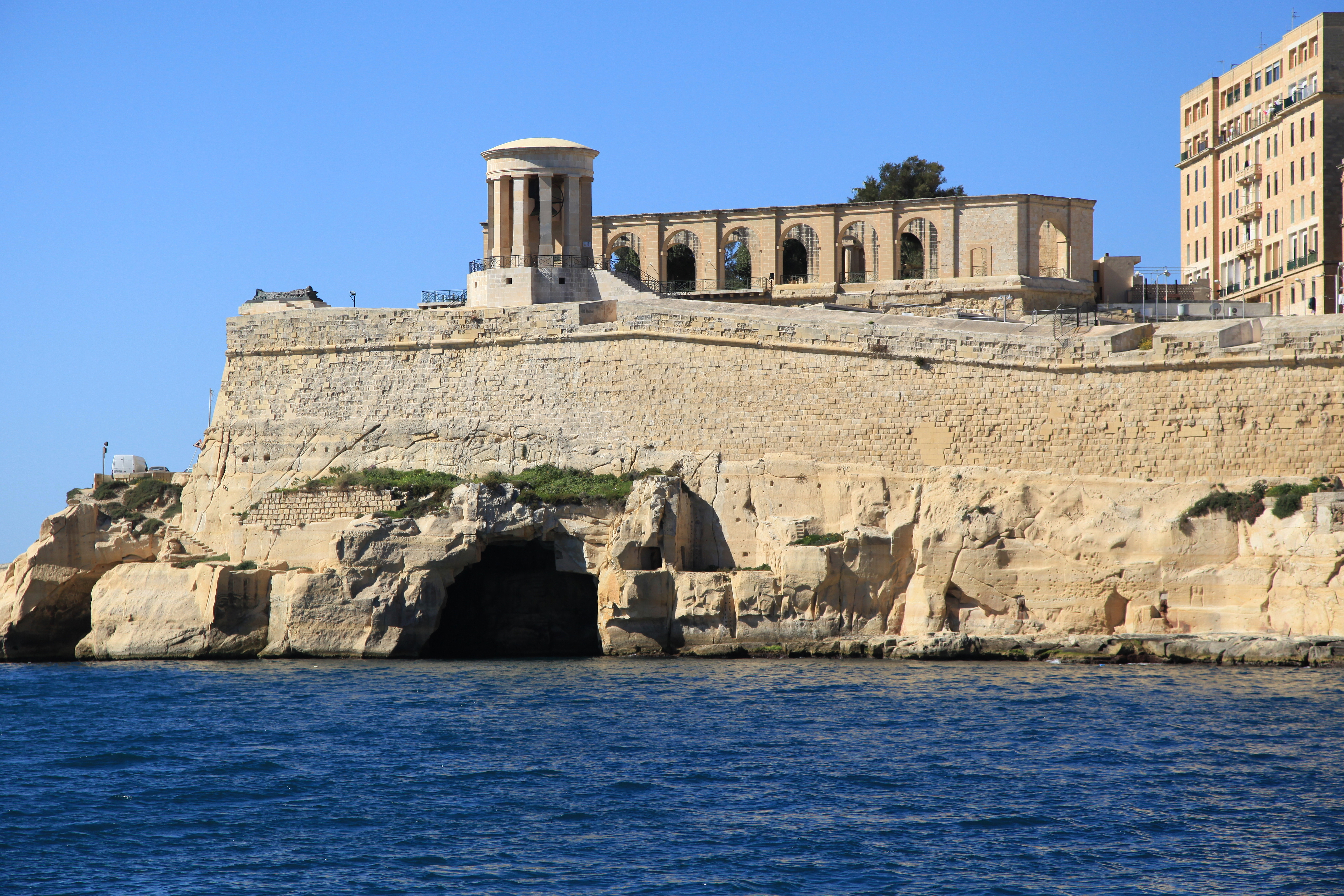
Lokalizacja pomnika na bastionie św. Krzysztofa, w tle arkady Lower Barrakka Gardens

Pomnik postawiony jest na niższym poziomie bastionu św. Krzysztofa, sąsiadując z górującymi nad nim Lower Barrakka Gardens. Podstawa pomnika obejmuje powierzchnię ok. 2400 m². Jest wysoka na 14,3 m, szeroka na 10 m, długa zaś na 19,1 m.

Umiejscowienie pomnika w tak prominentnym miejscu w wejściu do Wielkiego Portu ma również wady. Jedną z nich jest   
wyeksponowanie na najbardziej niekorzystne warunki pogodowe panujące na Malcie. Miejsce to jest wystawione na działanie dwóch najsilniejszych i przeważających tu wiatrów, północno-zachodniego majjistral i północno-wschodniego grigal, które bardzo często w ciągu roku wieją silnie przez dłuższe okresy, wysyłając wysoko w powietrze słone rozbryzgi uderzającego o brzeg morza. To sprawiło, że aby zmniejszyć do minimum ryzyko zniszczenia podjęto specjalne środki ostrożności, wymagające użycia najwyższej jakości twardego kamienia na wszystkich odsłoniętych powierzchniach.

### Kopuła

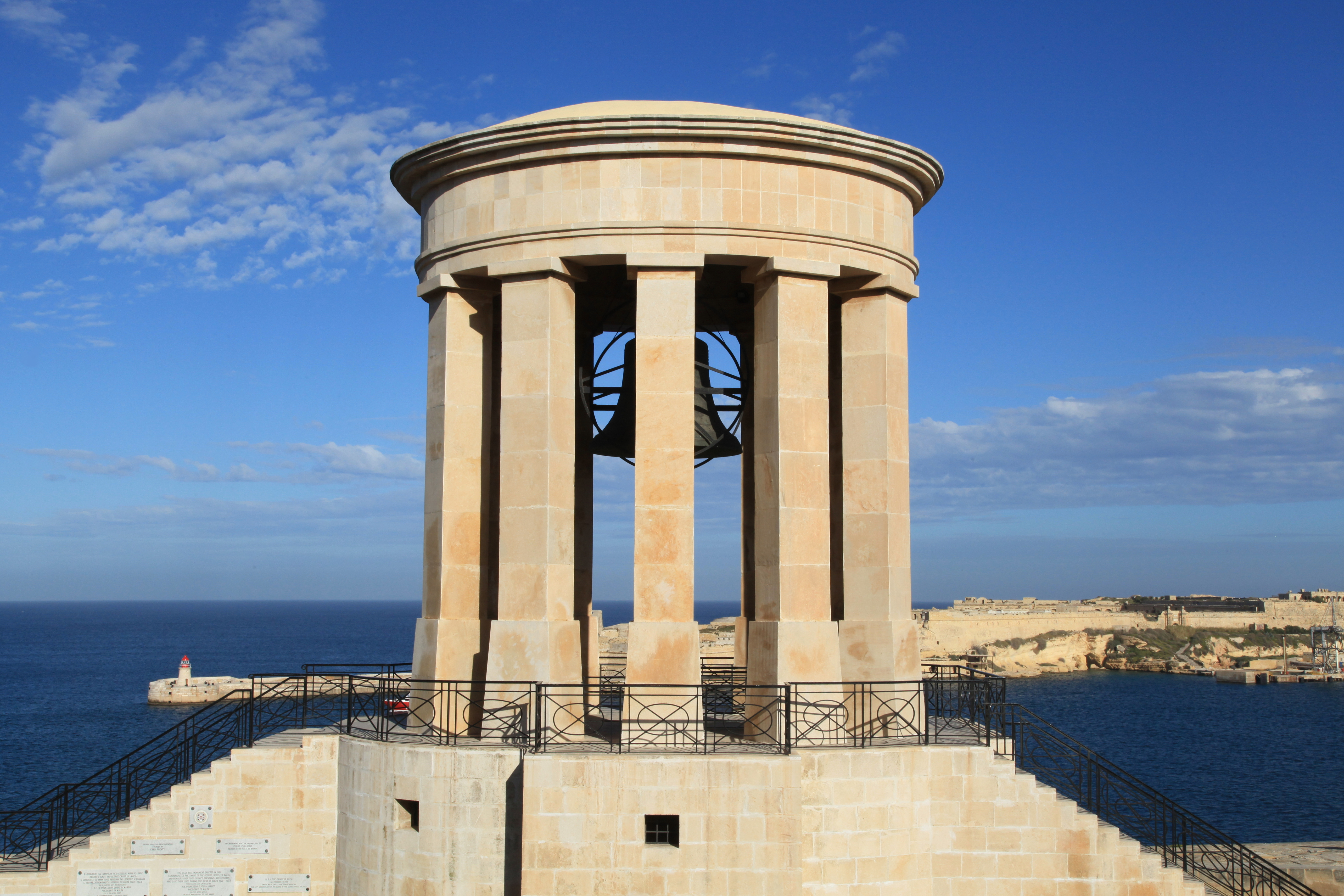
Kopuła w formie neoklasycznej świątyni

Kopuła usytuowana jest na bastionie ponad 30 metrów nad poziomem morza. Jej wymiary to: wysokość 15,2 m, oś mała 8,07 m, oś wielka 9,57 m. Konstrukcja wykonana została ze wzmocnionego betonu pokrytego twardym kamieniem z Gozo. Wykonawcą była firma Vassallo Builders Group z Valletty pod nadzorem inżynierów z Raniolo and Bencini z Valletty.

Kopuła zbudowana jest na planie elipsy. Jej styl jest syntezą architektury militarnej i kościelnej, z lekkim akcentem rzymskim. Budowla składa się z dziesięciu prostokątnych w przekroju kolumn ustawionych na wysokich cokołach, zwieńczonych fryzem i płytkim eliptycznym hełmem. Całość stoi na dużej owalnej bazie, w którą wkomponowany jest również George Cross. Do wnętrza kopuły wiodą od podstawy dwa zewnętrzne ciągi schodów; trzeci, wewnętrzny wiedzie z pomieszczenia znajdującego się w bazie, bezpośrednio pod dzwonem.

### Dzwon
Dzwon znajdujący się wewnątrz kopuły odlany został z brązu przez Taylor's Bell Foundry w Loughborough w Wielkiej Brytanii 10 lutego 1992. Jego wysokość wynosi 2,13 m, zaś średnica to 2,64 m. Dzwon waży 10898 kg i jest największym dzwonem na Malcie.

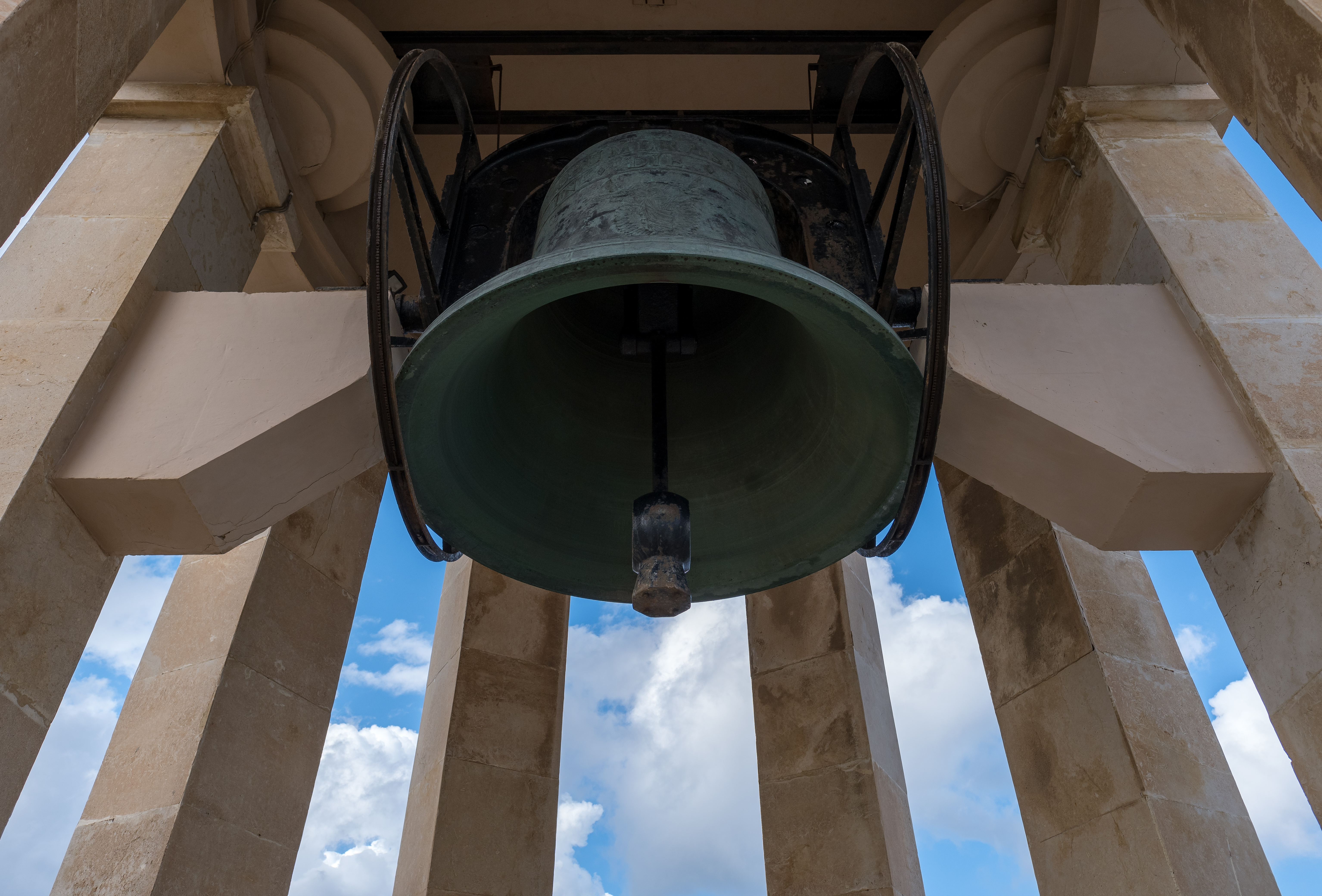
Dzwon w Malta Siege Bell War Memorial

Ideą do umieszczenia dzwonu w pomniku były dzwony okrętowe Royal Navy oraz marynarki handlowej, których okrętów i statków załogi wykazały olbrzymie poświęcenie w zaopatrywaniu obleganej Malty, ponosząc ciężkie straty w ludziach i sprzęcie, walcząc o dotarcie do obrońców. Bezpośrednią inspiracją było nagranie dźwięku ponad 500–letniego dzwonu Maria Gloriosa katedry w Erfurcie. Dzwon War Memorial ma wysokość tonu Es, nieco głębszą niż dzwon katedralny. Na płaszczu dzwonu znajduje się z jednej strony płaskorzeźba Madonny w otoczeniu ognistej aureoli, z drugiej zaś znak George Cross Island Association. Łaciński napis wokół dzwonu, fragment psalmu 140,8 głosi: MEUM OBUMBRASTI SUPER CAPUT IN DIE BELLI MCMXL–MCMXLIII (Ty osłaniasz głowę moją w dzień walki 1940–1943). Dębowa belka (jarzmo dzwonu), na której zawieszony jest instrument ma długość 4 m, grubość 1 m. Dzwon, zgodnie z wolą projektanta pomnika, zawieszony jest na sposób europejski, tzn. przymocowany bezpośrednio do prostej i masywnej belki dębowej, co pozwala na większy łuk wahnięcia dzwonu, w konsekwencji znacząco uwydatnia jego dźwięk.

### Katafalk

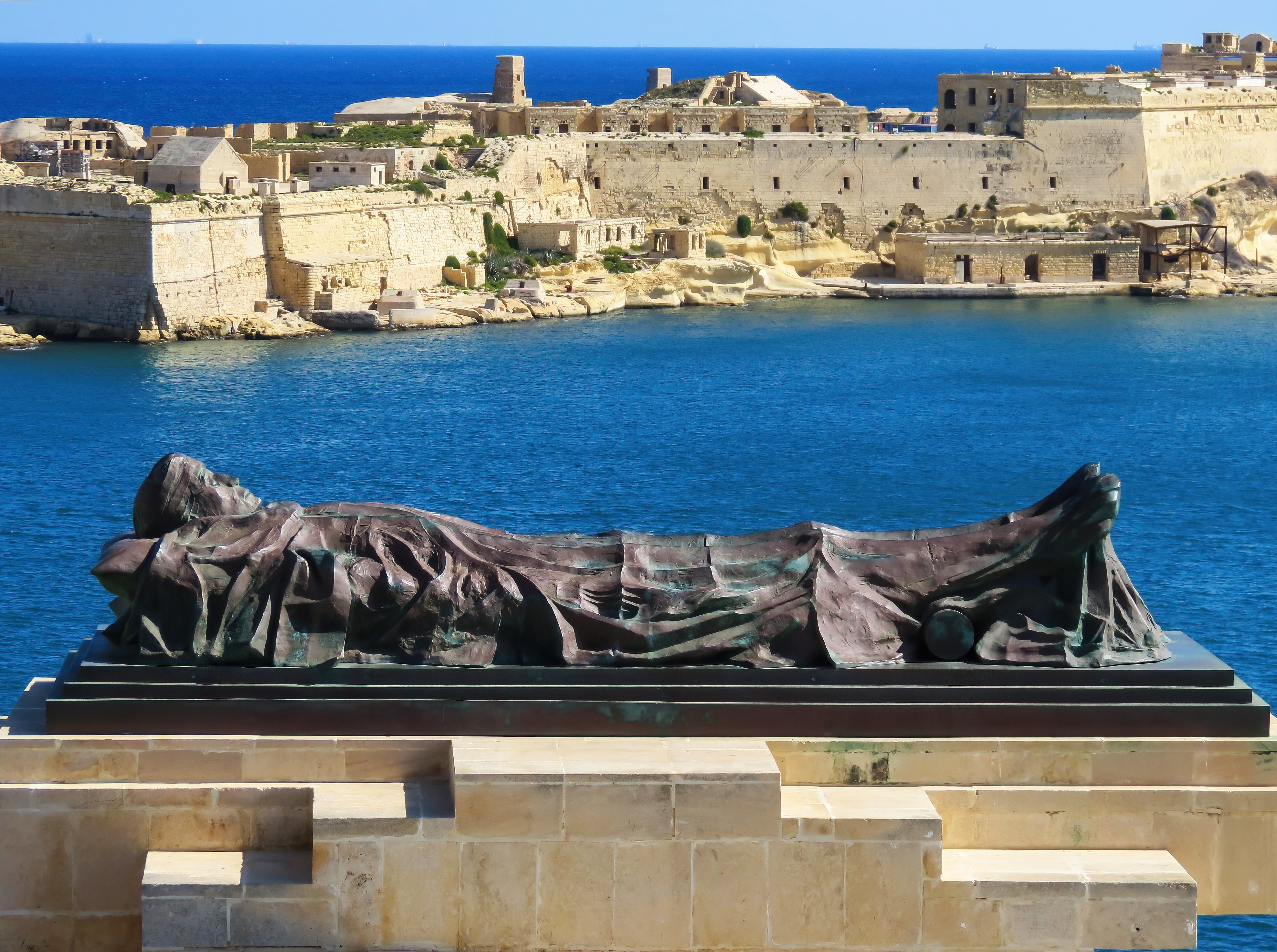
Symboliczny pomnik ofiar oblężenia

Ta część Siege Bell War Memorial znana jest również jako Pomnik Nieznanego Żołnierza. Katafalk jest długi na 6,1 m, szeroki na 1,82 m, zaś jego waga wynosi 4 tony. Odlany został w Morris Singer Foundry w Basingstoke w Anglii.

Figura na ceremonialnym katafalku wykonana z brązu symbolicznie przedstawia wszystkie śmiertelne ofiary oblężenia Malty. Może być interpretowana zależnie od wyboru patrzącego: jako poległy żołnierz, poległy marynarz, ale również jako ofiara cywilna. Przedstawia osobę zmarłą z otrzymanych ran podczas oblężenia, wykazującą również objawy skrajnego niedożywienia. Jak wiadomo, największym problemem obrońców wyspy, poza nalotami, był brak żywności.

## Ochrona dziedzictwa kulturowego
Maltański Urząd ds. Środowiska i Planowania (MEPA) w dniu 8 maja 2012, zgodnie z zawiadomieniem rządowym nr 522/12, wpisał pomnik na listę zabytków narodowych klasy drugiej.